# Parafia Najświętszej Maryi Panny Wniebowziętej w Czerlejnie
Parafia Najświętszej Maryi Panny Wniebowziętej – rzymskokatolicka parafia znajdująca się we wsi Czerlejno, w gminie Kostrzyn, w powiecie poznańskim. Należy do dekanatu kostrzyńskiego.